# Parafia Matki Bożej Częstochowskiej w Okleśnej
Parafia Matki Bożej Częstochowskiej w Okleśnej – parafia rzymskokatolicka należąca do dekanatu Babice archidiecezji krakowskiej.
Od 2022 roku proboszczem parafii jest ks. Marcin Hodana. Przez niemal rok od czerwca 2021 do końca maja 2022 pełnił on tam funkcję administratora.
7 września 2008 roku kard. Stanisław Dziwisz dokonał konsekracji kościoła parafialnego pw. Matki Bożej Częstochowskiej w Okleśnej. 